# Hipparchia rutenica
Hipparchia rutenica är en fjärilsart som beskrevs av Varin 1958. Hipparchia rutenica ingår i släktet Hipparchia och familjen praktfjärilar. Inga underarter finns listade i Catalogue of Life.